# Чеславін
Чеславін (пол. Czesławin) — село в Польщі, у гміні Блендув Груєцького повіту Мазовецького воєводства.
Населення — 78 осіб (2011).
У 1975-1998 роках село належало до Радомського воєводства.

## Демографія
Демографічна структура станом на 31 березня 2011 року:
|          | Загалом | Допрацездатний вік | Працездатний вік | Постпрацездатний вік |
| -------- | ------- | ------------------ | ---------------- | -------------------- |
| Чоловіки | 41      | 11                 | 24               | 6                    |
| Жінки    | 37      | 9                  | 21               | 7                    |
| Разом    | 78      | 20                 | 45               | 13                   |